# Victor Moritz Goldschmidt
Victor Moritz Goldschmidt (geboren am 27. Januar 1888 in Zürich; gestorben am 20. März 1947 in Vestre Aker bei Oslo) war ein norwegischer Geochemiker.

## Leben

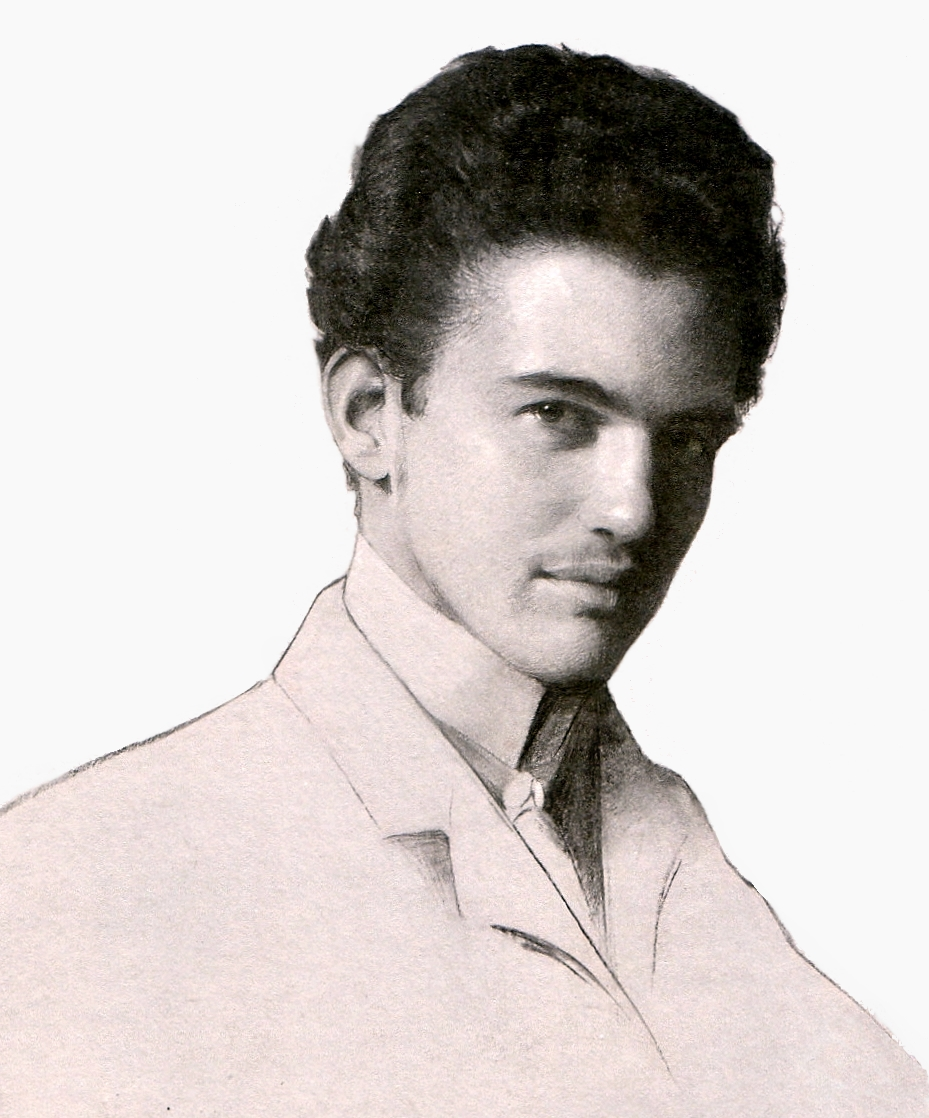
Asta Nørregaard: Der junge Victor Goldschmidt

Goldschmidts Vater Heinrich Jacob Goldschmidt (1857–1937) bekam eine Professur für Chemie in Oslo, so dass die Familie von Zürich dorthin zog. 1905 begann Goldschmidt mit dem Studium der Mineralogie, Geologie und Chemie an der Universität Oslo, sein Lehrer war der Altmeister der Geologie und Mineralogie Norwegens, Waldemar Christofer Brøgger. Er machte ab 1907 petrographische Arbeiten über Kontaktmetamorphose im Gebiet von Oslo. Seine daraus resultierende Dissertation wurde 1911 veröffentlicht und gehört zu seinen Hauptwerken. Im Alter von nur 26 Jahren wurde er 1914 Professor und Direktor am Mineralogischen Institut der Universität Christiania (heute: Universität Oslo).
Hier wandte er sich der Erforschung der Gesetzmäßigkeiten der Verteilung der chemischen Elemente im Erdkörper zu. Die Ergebnisse veröffentlichte er in einer Reihe von Artikeln unter dem Titel Geochemische Verteilungsgesetze der Elemente (1923–27).
Er erkannte, dass dabei kristallchemische Gesetze eine wichtige Rolle spielen. Elemente mit ähnlichem Ionenradius können sich in Kristallen gegenseitig vertreten und gemeinsame Minerale bilden, siehe Goldschmidtsche Regel. Aus Röntgenbeugungsaufnahmen konnte er viele Atom- und Ionenradien bestimmen. Er schuf damit eine wichtige Grundlage der Kristallchemie.
Eine Berufung an die Ludwig-Maximilians-Universität München scheiterte 1924 nach einer antisemitisch motivierten Abstimmungsniederlage seiner Befürworter Willstätter, Paul Heinrich von Groth u. a. in der philosophischen Fakultät. Der dadurch ausgelöste Skandal führte dazu, dass Willstätter vorzeitig emeritierte und dass Goldschmidts Befürworter Rudolf Nissen nach eigenem Bekunden die gefährliche Potenz des akademischen Antisemitismus bewusst wurde. Im Jahr 1926 wurde Goldschmidt zum Mitglied der Leopoldina gewählt. Seit 1924 war er korrespondierendes Mitglied der Russischen Akademie der Wissenschaften und seit 1929 Mitglied der Göttinger Akademie der Wissenschaften.
Nach weiteren Angeboten europäischer Universitäten nahm er 1929 den Ruf nach Göttingen an. Hier untersuchte er in ausgedehnten Analysenreihen das Vorkommen der Elemente einschließlich der seltenen Spurenelemente in irdischen Gesteinen und Meteoriten. Fritz Heide war hier sein Mitarbeiter. 1931 erhielt er die Ehrendoktorwürde der Albert Ludwig Universität Freiburg im Breisgau.
Unter internationalem Protest wurde er durch die Rassengesetze der Nazis gezwungen, Deutschland zu verlassen. Er kehrte während einer von 1936 bis 1941 dauernden Emigration wieder nach Oslo zurück, musste jedoch unter abenteuerlichen Umständen erneut vor den Nationalsozialisten fliehen. Über Schweden (an der Universität Stockholm promovierte bei ihm 1943 Brian Harold Mason) führte ihn seine Flucht nach Großbritannien, wo er in Aberdeen arbeitete. 1947 starb er mit nur 59 Jahren an den Komplikationen einer Beinoperation in Oslo. Seit 1972 trägt der Bergkessel Goldschmidt Cirque im ostantarktischen Coatsland seinen Namen.

## Werk
Goldschmidt erforschte die Gesetzmäßigkeiten, die die Verteilung der Elemente im Erdkörper bestimmen. Das nach ihm benannte Goldschmidt-Diagramm stellt die Häufigkeit der chemischen Elemente auf der Erde in Abhängigkeit von ihrer relativen Atommasse dar. Goldschmidt prägte die Bezeichnung „Silikathülle“ für den Gesteinsmantel. Victor Moritz Goldschmidt gilt neben dem Russen Wladimir Wernadski als Begründer der modernen Geochemie und Kristallchemie.
Aus seinen systematischen Untersuchungen der Elementhäufigkeiten in Meteoriten entstand die erste Aufstellung der daraus extrapolierten Elementhäufigkeiten im Kosmos.
Die Deutsche Mineralogische Gesellschaft vergibt jährlich zur Förderung des wissenschaftlichen Nachwuchses den Victor-Moritz-Goldschmidt-Preis. Eine Reihe internationaler geochemischer Fachgesellschaften, darunter die Geochemical Society, die Mineralogical Society of America und die European Association of Geochemistry, veranstaltet gemeinsam eine jährliche Konferenz, die nach Goldschmidt benannt ist; auf ihr verleiht die Geochemical Society auch als ihre höchste Auszeichnung den V. M. Goldschmidt Award für herausragende Leistungen auf dem Gebiet der Geochemie.